# Richmond (Utah)
Pour les articles homonymes, voir Richmond.
Richmond est une municipalité américaine située dans le comté de Cache en Utah.
Lors du recensement de 2010, sa population est de 2 470 habitants. La municipalité s'étend sur 3,45 milles carrés (8,94 km2).
La localité est fondée en 1859 par des familles menées par John Bair et Nels Empey. L'origine du nom de la ville est disputée : elle doit son nom à la richesse de ses sols, à un apôtre mormon (Charles C. Rich), à la ville natale d'un dirigeant mormon local (Orson Hyde) ou à des habitants originaires de Richmond (Virginie). Richmond se développe avec l'arrivée de mineurs dans les années 1860. Elle devient une municipalité le 26 février 1868.